# Hymenocoleus rotundifolius
Hymenocoleus rotundifolius är en måreväxtart som först beskrevs av Auguste Jean Baptiste Chevalier och Frank Nigel Hepper, och fick sitt nu gällande namn av Elmar Robbrecht. Hymenocoleus rotundifolius ingår i släktet Hymenocoleus och familjen måreväxter. Inga underarter finns listade i Catalogue of Life.